# Салтыков, Сергей Васильевич
Серге́й Васи́льевич Салтыко́в (1722 — 24 сентября 1784) — посланник в Гамбурге, Париже и Дрездене, первый по времени фаворит Екатерины Алексеевны.

## Биография
Принадлежал к старшей линии рода Салтыковых. Его отец генерал-аншеф Василий Фёдорович был женат на Марье Алексеевне, урождённой княжне Голицыной, которая благодаря своей популярности в гвардейских полках оказала услугу императрице Елизавете при её вступлении на престол и пользовалась поэтому особенной милостью императрицы.
Эти обстоятельства, а вдобавок и личные качества Сергея Васильевича являются причиной того, что в 1752 году, через два года после своей женитьбы на фрейлине императрицы, Матрёне Павловне Балк-Полевой, Сергей Васильевич занимает видное место в придворной жизни того времени. Камергер великого князя Петра Фёдоровича, весёлый, общительный красавец, он становится сразу душою «малого двора» и самым близким человеком как великому князю, так и великой княгине.
Когда при дворе против Салтыкова возникли разные интриги и сплетни, Пётр Фёдорович явился его горячим защитником перед императрицей. В конце 1752 года эти сплетни, однако, заставили Сергея Васильевича взять отпуск к родным и удалиться на время от двора. Весь 1753 год провёл в Москве. В феврале того года Салтыков снова появился при дворе и уже не разлучался с ним два года — 1753 и 1754. К этому времени относится сближение великой княгини Екатерины с канцлером графом Алексеем Петровичем Бестужевым-Рюминым, который выбрал своим посредником в сношениях с великой княгиней Салтыкова.
20 сентября 1754 года родился великий князь Павел Петрович, а 7 октября с извещением о таком радостном событии, которого ждали уже девять лет, к шведскому двору был послан Сергей Васильевич. В 1755 году к концу масленицы Сергей Васильевич должен был возвратиться из Швеции. Во время его отсутствия великий канцлер граф Бестужев присылал великой княгине Екатерине все известия, получавшиеся от него, и депеши Панина, в то время русского посланника в Швеции. От того же Бестужева великая княгиня вскоре узнала, что решено отправить Сергея Салтыкова в Гамбург в качестве русского представителя.
Весной 1755 года Сергей Васильевич должен был отправиться на север Германии. По дороге с необычайной любезностью, превзошедшей все его ожидания, Салтыков был принят при польском дворе, а в Цербсте, куда Екатерина снабдила его письмом и рекомендовала как одного из самых близких и преданных ей людей, его ждал самый радушный приём. 2 июля 1755 года Сергей Васильевич прибыл в Гамбург. Великая княгиня, оставшаяся совершенно без друзей (к тому же её любимая фрейлина Гагарина незадолго перед тем вышла замуж), поддерживала с помощью великого канцлера письменные сношения с гамбургским министром. С этих пор, с самого Гамбурга, судьбе угодно было не сводить Салтыкова с дипломатической дороги, и все последующие годы своей жизни Салтыков провёл при разных европейских дворах.
Ему никогда не пришлось впоследствии стоять близко ко двору. При всём своём легкомыслии и ветрености он долго сохранял самую искреннюю преданность великой княгине Екатерине. Через него происходила переписка цербстской принцессы с дочерью и великим канцлером до 1758 г. Он искренно встревожился, когда арест Бестужева и слухи об этой переписке угрожали положению великой княгини.
22 июля 1762 года, менее чем через месяц после вступления Екатерины на престол, Высочайшим указом сенату повелено было выдать Сергею Салтыкову 10000 руб. для выезда его из Петербурга в Париж, куда он назначен полномочным министром. Уже в начале 1763 года в Петербурге ходили слухи о вероятно скором отозвании его оттуда; с одной стороны, очень многие желали попасть на такое важное место, как пост посланника в Париже, с другой стороны, Сергей Васильевич оказался по легкомысленности и беспечности своего характера не на высоте этого назначения. Он наделал долгов в Париже и возбудил против себя многие жалобы.
В августе 1763 года состоялось назначение Салтыкова в Регенсбург (местопребывание германского имперского сейма) на место бывшего там И. М. Симолина, отправлявшегося в Дрезден. Однако в письме графу Панину от 29 декабря 1763 года граф Кейзерлинг выразил мнение, что будет лучше, если в Дрезден отправится Салтыков, а Симолин останется в Регенсбурге. «Для меня особливо теперь всё равно, Салтыков ли или Симолин, понеже с саксонским двором ныне менее дел будет, как прежде ожидать надлежало, а кто умнее, тому книги в руки» — такую собственноручную резолюцию наложила Екатерина на это письмо. Весной 1764 года, когда Н. И. Панин снова предложил послать Салтыкова в Дрезден, Екатерина собственноручно приписала: «Разве он ещё недовольно шалости наделал? Но если вы за него поручаетесь, то отправьте его, только он везде будет пятое колесо у кареты».
После этого о судьбе Салтыкова не встречается печатных известий.
Про Салтыкова рассказывали, что он стариком уехал во Францию и там пропал без вести во время Великой французской революции. По другому преданию, он дожил до времен императора Павла I; Н. И. Греч писал о его смерти в 1807 году. В действительности последние годы своей жизни Салтыков провёл в Москве, где и умер 24 сентября 1784 года, о чём свидетельствует метрическая запись в церкви Св. Анастасии Узорешительницы в Охотном Ряду: 

В доме князя Михаила Васильевича Долгорукова действующей генерал-поручик и камергер Сергей Васильевич Салтыков умер от роду имея 62 года погребен того же месяца 27 числа в своем селе Арзамаском.
Жена его Матрёна Павловна скончалась 24 апреля 1813 года в Москве в собственном доме на углу Большой Дмитровки. Переулок возле этого дома получил название Салтыковского. Матрёна Павловна известна своими богатыми вкладами в Успенский собор. Детей после Салтыковых не осталось. Их дочь Мария (1750 — 10.04.1752) похоронена на кладбище при Благовещенской церкви на Васильевском острове.
Владение - село Березки (Сергиевское), где построил храм.

## Киновоплощения
- Екатерина (2014) — Риналь Мухаметов
- Великая (2015) — Илья Носков
- Кровавая барыня (2018) — Пётр Рыков